# Gavin McInnes
Gavin McInnes (Hitchin, 17 luglio 1970) è un giornalista, attivista e comico canadese, di origine inglese.

## Biografia
Nato da genitori scozzesi a Hitchin in Inghilterra, da bambino è immigrato in Canada. Si è laureato alla Carleton University di Ottawa per poi trasferirsi a Montréal. Co-fondatore della rivista Vice nel 1994, è conosciuto per il suo attivismo politico nell'estrema destra statunitense e per essere il fondatore del movimento Proud Boys. Per le sue teorie cospirazioniste, per il suo incitamento alla violenza e per il suo linguaggio, è stato bandito da numerosi social network, come Facebook, Twitter e Instagram.